# Mohammad Manavinezhad
Mohammad Javad Manavinezhad (in persiano محمدجواد معنوی‌نژاد‎; Esfahan, 27 novembre 1995) è un pallavolista iraniano, schiacciatore della Saturnia Acicastello.

## Carriera

### Club
La carriera di Mohammad Manavinezhad inizia nella stagione 2011-12 quando viene ingaggiata dal Giti Pasand, nella Super League iraniana: milita nella massima divisione del campionato iraniano nell'annata 2012-13 con il Novin Keshavarz e dalla stagione 2013-14 con Paykan, dove resta per quattro annate, vincendo lo scudetto 2014-15.
Nella stagione 2017-18 si trasferisce in Italia, ingaggiato dal BluVolley Verona, in Superlega, per poi ritornare, nell'annata 2019-20, in patria, questa volta al Saipa, sempre in Super League. Nella stagione 2021-22 firma per lo Stade Poitevin, in Ligue A: tuttavia è costretto a rescindere il contratto per un infortunio alla schiena prima dell'inizio delle attività. Rientra in campo per il campionato 2022-23, sempre con la squadra di Poitiers: terminati gli impegni con il club francese, si accorda con gli iraqeni del South Gas, con cui disputa il campionato asiatico per club 2023, dove è premiato come miglior schiacciatore; conclude la stagione al Jakarta Bhayangkara, nella Proliga indonesiana.
Nell'annata 2023-24 ritorna in Superlega, questa volta alla Saturnia Acicastello.

### Nazionale
Nel 2012 viene convocato nella nazionale iraniana under 18, conquistando l'oro al campionato continentale, nel 2013 è in quella under 19 e under 21, mentre nel 2014 è in quella under 20, con cui ottiene l'oro al campionato asiatico e oceaniano, premiato anche come MVP. Nel 2015 fa parte della selezione under 23 e si laurea campione d'Asia e Oceania.
Nel 2015 ottiene le prime convocazioni nella nazionale maggiore, con cui nel 2017 vince il bronzo alla Grand Champions Cup. Nel 2018 si aggiudica la medaglia d'oro ai Giochi asiatici.

## Palmarès

### Club
- Campionato iraniano: 1

2014-15

### Nazionale (competizioni minori)
- Campionato asiatico e oceaniano under 18 2012
- Campionato asiatico e oceaniano under 20 2014
- Campionato asiatico e oceaniano under 23 2015
- Giochi asiatici 2018
- Memorial Hubert Wagner 2022

### Premi individuali
- 2014 - Campionato asiatico e oceaniano under 20: MVP
- 2023 - Campionato asiatico per club: Miglior schiacciatore